# Gmina Skarżysko Kościelne
Die Gmina Skarżysko Kościelne ist eine Landgemeinde im Powiat Skarżyski der Woiwodschaft Heiligkreuz in Polen. Ihr Sitz ist die gleichnamige mit etwa 2700 Einwohnern.

## Gliederung
Zur Landgemeinde (gmina wiejska) Skarżysko Kościelne gehören folgende Dörfer mit einem Schulzenamt:
Grzybowa Góra
Kierz Niedźwiedzi
Lipowe Pole Plebańskie
Lipowe Pole Skarbowe
Majków
Michałów
Skarżysko Kościelne
Świerczek
Weitere Ortschaften der Gemeinde sind:
Anna
Duża Grzybowa Góra
Gajówka Michałów
Gajówka Podebzin
Górki
Kolonia
Kolonia
Komorniki
Kopanina
Leśniczówka Pleśniówka
Leśniczówka Skarżysko Kościelne
Mała Grzybowa Góra
Piaska
Piaski
Pleśniówka
Podjagodne
Podlesie
Rudka
Skarżysko Kościelne A
Szczepanów

## Verkehr
Die Gemeinde ist durch die Halte Skarżysko Kościelne und Grzybowa Góra an der Bahnstrecke Łódź–Dębica und Lipowe Pole an der Bahnstrecke Warszawa–Kraków an das Eisenbahnnetz angeschlossen.